# Käthe Schaub
Käthe Schaub (* 15. April 1892 in Hüttersdorf; † 17. oder 26. September 1973 in Dortmund) war eine sozialdemokratische Politikerin. Von 1947 bis 1962 gehörte sie dem nordrhein-westfälischen Landtag an.

## Leben und Wirken
Käthe Schaub wurde als Tochter des ledigen Dienstmädchens Katharina Krämer-Heisges in Hüttersdorf im Saarland geboren. Da die Mutter arbeiten musste, wuchs Schaub bei den Großeltern und Verwandten auf. Nach der Heirat der Mutter mit dem Schleifer Emil Schaub adoptierte dieser Käthe und nahm sie in den Haushalt auf. Das Ehepaar hatte elf weitere Kinder, die Familienverhältnisse waren ärmlich. Sie lebte zunächst circa zehn Jahre in Schalke, danach in Viersen und ab 1908 in Rheydt. Schaub besuchte die Volksschule und arbeitete danach zunächst in einer Textilfabrik, um zum Familieneinkommen beizutragen. Unter dem Einfluss des Stiefvaters trat sie 1908 mit 16 Jahren der Gewerkschaft bei, zwei Jahre später folgte der Eintritt in die Sozialdemokratische Partei Deutschlands (SPD). Nach sieben Jahren in der Fabrik ging sie 1913 nach Berlin. Im September 1917 kehrte sie nach Rheydt zurück und wurde Haushälterin bei Geheimrat Kriegeskotte. Ende 1918, nach dem Ersten Weltkrieg wurde sie entlassen und konnte keine neue Arbeit finden.
Sie versuchte sich als Heimarbeiterin durchzuschlagen und erhielt aus Parteikreisen den Hinweis auf einen Sonderlehrgang in der Wohlfahrtsschule der Stadt Köln, der Arbeiterinnen für die berufliche Arbeit in der Wohlfahrtspflege qualifizieren sollte. Im Dezember 1920 schloss sie diesen Lehrgang erfolgreich ab. Auf einer SPD-Tagung in Neuss traf sie auf den Hörder Landrat Wilhelm Hansmann, der sie ermutigte, sich bei Kreiswohlfahrtsamt Hörde zu bewerben. Dort konnte man sie aber nicht einstellen; jedoch war eine Stelle als Amtsfürsorgerin in der Nachbargemeinde Lütgendortmund im Landkreis Dortmund frei. Die Einstellung verzögerte sich jedoch aufgrund bürokratischer und organisatorischer Hindernisse, sodass Schaub zunächst am 1. April 1922 Wohlfahrtspflegerin in Köln wurde. Die Gemeinde Lütgendortmund bot ihr daraufhin eine Stelle als Sozialbeamtin an, die sie im Dezember 1922 antrat. Nach einer halbjährlichen Probezeit erfolgte dort die Festanstellung. Bei der Einstellung hatte sie auf eine Weiterbildung bestanden und wurde so nach einer Zusatzausbildung im Sommer 1924 an der Sozialen Frauenschule Münster staatlich geprüfte Wohlfahrtspflegerin.
Nach der Rückkehr nach Lütgendortmund engagierte sie sich umgehend parteipolitisch. Im Mai 1924 wurde sie Mitglied der Gemeindevertretung von Lütgendortmund und im November desselben Jahres des Kreistags des Landkreises Dortmund. Im Kreistag wurde sie zur zweiten Stellvertreterin des Kreisausschusses gewählt, arbeitete schwerpunktmäßig in der Sozialpolitik und setzte sich gegen die Eingemeindung Lütgendortmunds nach Dortmund ein. Am 1. April 1928 wurde diese jedoch vollzogen, wodurch Schaub Dortmunder Beamtin wurde. Bei den notwendig gewordenen Neuwahlen zog sie in die Dortmunder Stadtverordnetenversammlung ein.
Nach der Machtübernahme der Nationalsozialisten 1933 war sie Nachstellungen ausgesetzt. Bei den Kommunalwahlen am 12. März 1933 konnte sie ihr Mandat halten, da sie es annahm, verlor sie gemäß dem Gesetz zur Wiederherstellung des Berufsbeamtentums ihre berufliche Existenz. Ihr Ruhegehalt reichte gerade als Existenzminimum aus, Unterstützungszahlungen an Verwandte musste sie einstellen, die Eltern ihres Lebensgefährten, die ihre Dienstwohnung verlassen mussten, nahm sie in ihrem noch nicht fertiggestellten Haus auf. Trotz alledem blieb sie politisch aktiv: ihr Garten war Treffpunkt der Lütgendortmunder Sozialdemokratie und sie bewahrte die Fahne des Ortsvereins auf. 1936/37 versteckte sie kurzfristig ein jüdisches Kind in ihrem Haus und führte es persönlich den Eltern wieder zu. Im Zusammenhang mit der Aktion Gitter wurde Schaub 1944 verhaftet und sechs Wochen in der Dortmunder Steinwache inhaftiert.
Unmittelbar nach dem Zweiten Weltkrieg nahm sie ihre Arbeit beim Bezirksamt Lütgendortmund wieder auf. Politisch wollte sie zunächst nicht wieder aktiv werden, wurde aber auf entsprechende Listen der SPD gedrängt. Sie wurde Mitglied im Vorstand der Dortmunder SPD, des Unterbezirks und des Bezirks Westliches Westfalen. Von 1947 an war sie mit kurzer Unterbrechung Vorsitzende des Bezirksfrauenausschusses.
Im Jahr 1946 ernannte sie die britische Militärregierung zum Mitglied des nichtexekutiven Provinzialrates für Westfalen. Danach gehörte sie bis 1947 dem ernannten Landtag von Nordrhein-Westfalen an. Ihre Fraktion nominierte sie für das Amt der Schriftführerin des Parlamentspräsidiums. Dieses Amt bekleidete sie bis zu ihrem Ausscheiden aus dem Landtag. Im Jahr 1947 war sie zeitweise Vorsitzende des Wohlfahrtsausschusses. Aus gesundheitlichen Gründen bat sie am 1. Juli 1947 um erneute Versetzung in den Ruhestand. Anschließend gehörte sie als Abgeordnete für den Wahlkreis 110 (Dortmund V) dem gewählten Landtag von der ersten Wahlperiode ab 1947 bis zur vierten Wahlperiode bis 1962 an. Wenngleich sie im Plenum selten sprach, war sie als Mitglied zahlreicher Ausschüsse und Kommissionen sehr aktiv. So gehörte sie (zu unterschiedlichen Zeiten) dem Entnazifizierungs-, Haupt-, Flüchtlings-, Justiz-, Haushalts- und Finanzausschuss an. Immer auf Ausgleich zwischen den Parteien und Meinungen bedacht wurde Schaub „Mutter des Parlaments“ genannt. Nach der vierten Wahlperiode verzichtete sie auf eine erneute Kandidatur und legte auch die meisten Parteiämter nieder. Käthe Schaub starb am 17. oder 26. September 1973 im Alter von 81 Jahren im Dortmunder Stadtteil Lütgendortmund.

## Ehrungen
Käthe Schaub wurde im September 1962 mit dem Großen Bundesverdienstkreuz ausgezeichnet. Sie lehnte die Ehrung zunächst aus Bescheidenheit ab und nahm sie erst nach der Überredung durch Freunde an. In Dortmund-Lütgendortmund ist ein Weg nach ihr benannt.